# Trichoniscoides scoparum
Trichoniscoides scoparum är en kräftdjursart som beskrevs av Karl Wilhelm Verhoeff 1908C. Trichoniscoides scoparum ingår i släktet Trichoniscoides och familjen Trichoniscidae. Inga underarter finns listade i Catalogue of Life.